# ルキウス・パピリウス・クルソル (紀元前326年の執政官)
ルキウス・パピリウス・クルソル（ラテン語: Lucius Papirius Cursor、生没年不詳）は紀元前4世紀の共和政ローマのパトリキ（貴族）出身の政治家・軍人。執政官（コンスル）を五度、独裁官（ディクタトル）を二度務めた。彼の厳格さは良く知られていた。強靭な肉体を持ち、その勇気に異議を唱えるものはいなかった。コグノーメンのクルソルは、彼の足の速さに由来するものである。

## 経歴
ルキウス・パピリウスは紀元前326年に執政官に就任。翌紀元前325年には、第二次サムニウム戦争に対処するため、独裁官に就任した。彼のマギステル・エクィトゥムであったクィントゥス・ファビウス・マクシムス・ルリアヌスとの諍いはよく知られている。クィントゥス・ファビウスはルキウス・パピリウスの命令に逆らって敵と戦い、その命令違反の罪で一旦は死刑を言い渡された。しかし、父であるマルクス・ファビウス・アンブストゥス、元老院、ローマ市民の懇願により、ルキウス・パピリウスも死刑は取り下げた。
コグノーメン（第三名）であるクルソルは「走者」という意味であるが、これは彼が1日50ミーッレ・パッスス（ローマン・マイル）（約74 km）も行軍することができ、彼の兵士達にもそれを求めたためである。伝説によれば、古参の騎兵達が特権を求めてきた時、ルキウス・パピリウスは唯一つの特権のみを認めた：
何も許可しないとは言わないが、諸君等が下馬した際に馬の背中をさすってやることだけは許してやろう。
このように兵士に対して厳格であったため、当初の戦いでは敗北してしまった。しかし、その後は兵士をより寛大に取り扱い、また戦利品を兵士に多く分配することを約束したため、兵士の信頼を獲得することができた；兵士達は果敢に戦い、勝利を得た。
紀元前321年、ローマ軍はカウディウムの戦いでサムニウム軍に降伏した。この屈辱の後、ルキウス・パピリウスは紀元前320年、紀元前319年と2年連続で執政官を務め、ルケラ（現在のルチェーラ）を降伏させ、いくらかの恥をすすいだ。街に捕らえられていたローマ軍捕虜を解放し、カウディウムで奪われた隊旗を取り戻した。また、カウディウムでサムニウム軍がそうしたように、敵兵7,000をくびきの下を一人ひとり屈んでくぐらせた。
紀元前315年、紀元前313年にも執政官に就任。この間にローマは一部のサムニウム部族と講和をしていたが、サムニウムは再び反乱した。ルキウス・パピリウスは紀元前310年に二度目の独裁官に任命され、紀元前309年にロングラ（en）で決定的な勝利を収めた。ローマに戻ったルキウス・パピリウスは壮大な凱旋式を実施しているが、これは紀元前324年、紀元前319年に続いて、彼自身三度目の凱旋式であった。
彼の同名の息子であるルキウス・パピリウス・クルソルも有能な将軍であり、二度目の執政官となった紀元前272年にサムニウムを完全に従属させている。彼はクィリヌスの神殿にローマに最初の日時計を置いたとされる。

## オペラ
ルキウス・パピリウスはルキオ・パピリオ・ディッタトーレ（Lucio Papirio dittatore）というバロック様式のイタリア・オペラの主人公となっている。

## 参考資料
1. ↑  セクストゥス・アウレリウス・ウィクトル『De viris illustribus』、31
2. ↑  ティトゥス・リウィウス 『ローマ建国史』、ix.16
3. ↑  凱旋式のファスティ
4. ↑  ティトゥス・リウィウス『ローマ建国史』、x. 39–47; viii., ix.
5. ↑  大プリニウス『博物誌』、vii. 60.
6. ↑   エウトロピウス、 ii. 8. 9.